# بلدية ديلي
بلدية ديلي (بالبرتغالية: Díli‏) هي بلدية في تيمور الشرقية، بلغ عدد سكانها 268,005 نسمة وذلك حسب إحصائيات سنة 2022، عاصمتها ديلي، تبلغ مساحتها 224.0 كيلومتر مربع، و364.1 كيلومتر مربع.

## التقسيمات الإدارية
تنقسم البلدية لـ 5 مراكز تنقسم بدورها لـ 31 سوكو («قرية»).
| المركز الإداري | المركز     | المساحة  | السكان (إحصاء 2015) | التقسيمات الإدارية (قرى) |
| -------------- | ---------- | -------- | ------------------- | ------------------------ |
| كريستوري       | بيكورا     | 80.6     | 62848 نسمة          | 8                        |
| دوم أليكسو     | كومبورو    | 25.9 كم² | 130.095 نسمة        | 7                        |
| متينارو بوست   | سابولي     | 85.4 كم² | 5654 نسمة           | 3                        |
| نين فوتو       | جريسينفور  | 6.1 كم²  | 32834 نسمة          | 6                        |
| فيرا كروز      | ماسكاريناس | 25.9 كم² | 36،574 نسمة         | 7                        |

## الموقع
تشترك في الحدود مع:
- مقاطعة ماناتوتو  [لغات أخرى]‏
- مقاطعة ليكويتشيا  [لغات أخرى]‏
- بلدية ايلو  [لغات أخرى]‏
- بلدية إرميرا